# São Tomé și Príncipe
São Tomé și Príncipe, oficial Republica Democrată São Tomé și Príncipe [Sf. Toma și insula Prințului] (în portugheză República Democrática de São Tomé e Príncipe), este o țară insulară situată în Golful Guineei, în largul coastei ecuatoriale vestice a Africii Centrale. Este formată din două arhipelaguri în jurul celor două insule principale São Tomé și Príncipe, aflate la o distanță de aproximativ 150 km una de cealaltă și la aproximativ 250 și 225 km de coasta de nord-vest a Gabonului. Cu o populație de 201.800 de locuitori (estimare oficială din 2018), São Tomé și Principe este al doilea cel mai mic și al doilea cel mai puțin populat stat suveran african, după Seychelles.
Insulele au fost nelocuite până la descoperirea lor de către exploratorii portughezi în secolul al XV-lea. Colonizate treptat și construindu-se așezări treptat de-a lungul secolului al XVI-lea, ele au servit în mod colectiv drept un centru comercial și comercial vital pentru comerțul cu sclavi din Atlantic. Solul vulcanic bogat și proximitatea față de ecuator au făcut din São Tomé și Principe un loc ideal pentru cultivarea zahărului, urmat mai târziu de culturi comerciale precum cafeaua și cacao; economia profitabilă a plantațiilor depindea în mare măsură de sclavii africani. Ciclurile de neliniște socială și instabilitate economică din secolele al XIX-lea și al XX-lea au culminat cu independența pașnică din 1975. De atunci, São Tomé și Principe a rămas una dintre cele mai stabile și mai democratice țări din Africa.
Populația din São Tomé și Principe este predominantă de origine africană și metisă, iar cei mai mulți sunt creștini. Moștenirea dominației portugheze este vizibilă și în cultura, obiceiurile și muzica țării, care îmbină influențele europene și africane. São Tomé și Principe este un stat membru fondator al Comunității țărilor de limbă portugheză.

## Istorie

### Istorie geologică

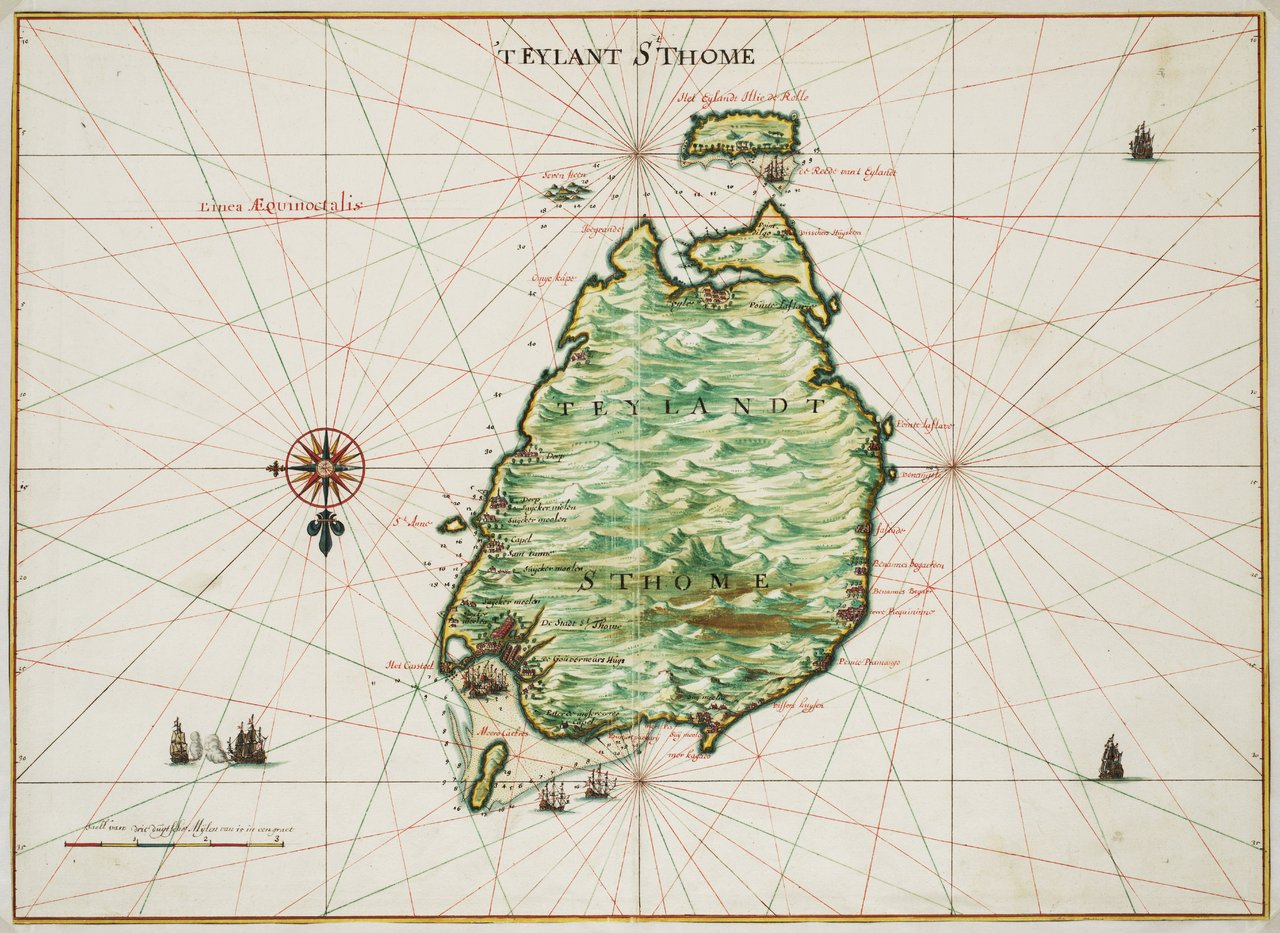
Harta São Tomé de Johannes Vingboons (1665)

Insulele care alcătuiesc São Tomé și Principe s-au format în urmă cu aproximativ 30 de milioane de ani, în urma unei activități vulcanice în apele adânci de-a lungul liniei Camerun. De-a lungul timpului, interacțiunile cu apa de mare și perioadele de erupție au generat pe insule o mare varietate de roci vulcanice și magmatice diferite, cu ansambluri complexe de minerale.

### Sosirea europenilor
Insulele São Tomé și Príncipe erau nelocuite când au sosit portughezii, în jurul anului 1470. Primii europeni care au ajuns la țărm au fost João de Santarém și Pêro Escobar. Navigatorii portughezi au explorat insulele și au decis că acestea ar fi un loc bun pentru baze de comerț cu continentul.
Datele de sosire a europenilor sunt date uneori ca fiind 21 decembrie (ziua Sfântului Toma) 1471, pentru São Tomé, și 17 ianuarie (ziua Sfântului Antoniu) 1472, pentru Príncipe, deși alte surse citează ani diferiți în jurul acestei date. Inițial, Príncipe a fost numit Santo Antão („Sfântul Anton”), schimbându-și numele în 1502 în Ilha do Príncipe („Insula Prințului”), cu referire la prințul Portugaliei, căruia i se plăteau taxele pe recolta de zahăr a insulei.
Prima așezare de succes din São Tomé a fost înființată în 1493 de Álvaro Caminha, care a primit terenul ca donație din partea coroanei. Príncipe a fost colonizată în 1500 în baza unui aranjament similar. Cu toate acestea, atragerea de coloniști s-a dovedit a fi dificilă, iar cei mai mulți dintre primii locuitori au fost „indezirabili” trimiși din Portugalia, majoritatea evrei. 2 000 de copii evrei, cu vârste de până la opt ani, au fost luați din Peninsula Iberică pentru a munci pe plantațiile de zahăr. În timp, acești coloniști au descoperit că solul vulcanic al regiunii este potrivit pentru agricultură, în special pentru cultivarea zahărului.

### Perioada portugheză a São Tomé și Principe
Până în 1515, São Tomé și Principe au devenit depozite de sclavi pentru comerțul de sclavi de coastă, având centrul la Elmina.
Cultivarea zahărului era un proces care necesita multă forță de muncă, iar portughezii au început să înrobească un număr mare de africani de pe continent. În primele etape ale boom-ului culturii zahărului, proprietățile de pe insule aveau o valoare redusă, agricultura fiind destinată consumului local, în timp ce economia se baza în principal pe tranzitul de sclavi, deși deja multe produse alimentare erau importate. Când proprietarul local Álvaro Borges a murit în 1504, terenurile sale defrișate și animalele domestice au fost vândute pentru doar 13.000 de réis, prețul aproximativ a trei sclavi. Potrivit lui Valentim Fernandes, în jurul anului 1506, São Tomé avea mai multe câmpuri de trestie de zahăr decât Madeira „din care se producea deja melasă”[18], dar insula nu avea instalații pentru producția industrială de zahăr.

#### Dezvoltarea economică în secolul al XVI-lea
São Tomé va deveni remarcabil din punct de vedere economic abia odată cu introducerea unei mori de zahăr acționate de apă în 1515, ceea ce a dus în curând la cultivarea în masă a zahărului: „Câmpurile se extind și morile de zahăr, de asemenea. În acest moment, sunt doar două mori de zahăr aici și alte trei sunt în construcție, numărând moara antreprenorilor, care este mare. La fel, există condițiile necesare, cum ar fi cursurile de apă și lemnul, pentru a putea construi mult mai multe. Iar trestiile [de zahăr] sunt cele mai mari pe care le-am văzut în viața mea.” Plantațiile de zahăr au fost organizate cu ajutorul muncii sclavilor, iar până la mijlocul secolului al XVI-lea, coloniștii portughezi au transformat insulele în cel mai important exportator de zahăr din Africa.
Sclavii din São Tomé au fost cumpărați de pe Coasta Sclavilor din Africa de Vest, din Delta Nigerului, de pe insula Fernando Po și, mai târziu, din Kongo și Angola. În secolul al XVI-lea, sclavii au fost importați și exportați în Portugalia, Elmina, Regatul Kongo, Angola și în America spaniolă. În 1510, se pare că între 10.000 și 12.000 de sclavi au fost importați de Portugalia. În 1516, São Tomé a primit 4.072 de sclavi cu scopul de a fi reexportați. Între 1519 și 1540, insula a fost centrul comerțului cu sclavi între Elmina și Delta Nigerului. De la începutul și până la jumătatea secolului al XVI-lea, São Tomé a făcut comerț cu sclavi, cu intermitențe, cu Angola și Regatul Kongo. În 1525, São Tomé a început să facă trafic de sclavi către Americile spaniole, în special către Caraibe și Brazilia. Între 1532 și 1536, São Tomé a trimis în medie 342 de sclavi anual în Antile. Înainte de 1580, insula a reprezentat 75% din importurile Braziliei, în principal sclavi. Comerțul cu sclavi a rămas o piatră de temelie a economiei São Tomé până după 1600.
Dinamica puterii în São Tomé în secolul al XVI-lea a fost surprinzător de diversă, cu participarea cetățenilor mulatri liberi și negri la guvernare. Coloniștii voluntari au evitat São Tomé din cauza bolilor și a lipsei de hrană, așa că coroana portugheză a deportat condamnați pe insulă și a încurajat relațiile interrasiale pentru a asigura securitatea coloniei. De asemenea, sclavia nu era permanentă, după cum demonstrează decretul regal din 1515 prin care se acordă manumisiunea soțiilor africane ale coloniștilor albi și a copiilor lor metiși. În 1517, un alt decret a eliberat sclavii de sex masculin care ajunseseră inițial pe insulă odată cu primii coloniști. După 1520, o cartă regală a permis ca mulatrii liberi, căsătoriți și cu proprietăți să dețină funcții publice, urmată de un decret din 1546 care stabilea egalitatea civilă între acești mulatrii calificați și coloniștii albi, permițând mulatrilor liberi și cetățenilor de culoare oportunități de mobilitate crescută și de participare la politica și afacerile locale. Diviziunile sociale au dus la dispute frecvente în cadrul consiliilor orășenești ale coloniei și cu guvernatorul și episcopul, cu o instabilitate politică constantă.
La început, sclavia în São Tomé a fost mai puțin strictă. La mijlocul secolului al XVI-lea, un pilot portughez anonim a notat că sclavii erau angajați în cupluri, își construiau propriile locuințe și lucrau în mod autonom o dată pe săptămână la cultivarea propriei rezerve de hrană. Cu toate acestea, acest sistem de sclavie mai relaxat nu a durat mult timp după apariția plantațiilor. De-a lungul timpului, sclavii au fugit frecvent în pădurile muntoase neospitaliere din interiorul insulei. Între 1514 și 1527, cinci la sută dintre sclavii care au fost importați în São Tomé au evadat, adesea murind de foame, deși în 1531-1535 au existat penurii majore de hrană chiar și în plantații. În cele din urmă, populația maroon a dezvoltat așezări în interior cunoscute sub numele de macambos.

#### Răscoalele sclavilor
Primele semne ale răscoalelor sclavilor au apărut în anii 1530, când bandele de marooni s-au organizat pentru a ataca plantațiile, unele dintre acestea fiind abandonate. O plângere oficială a fost depusă de autoritățile portugheze locale în 1531, spunând că prea mulți coloniști și cetățeni de culoare erau uciși în atacuri și că insula ar fi pierdută dacă problema rămâne nerezolvată. Într-un război de gherilă din 1533, un căpitan a condus unități de miliție pentru a-i suprima pe maroonii. Un eveniment semnificativ în lupta maroonilor pentru libertate a avut loc în 1549, când doi bărbați care pretindeau că s-au născut liberi au fost adăpostiți de un bogat plantator mulatru pe numele Ana de Chaves. Cu sprijinul lui de Chaves, cei doi bărbați au solicitat regelui să fie declarați liberi, iar cererea a fost aprobată. Cea mai mare populație de marooni a coincis cu perioada de vârf a producției de zahăr de la mijlocul secolului al XVI-lea, pe măsură ce plantațiile erau pline de sclavi. Între 1587 și 1590, mulți dintre sclavii fugari au fost învinși într-un alt război de gherilă. Până în 1593, guvernatorul a declarat forțele maroon aproape complet învinse. Cu toate acestea, populațiile de marooni au ținut coloniștii departe de regiunile sudice și vestice.
Cea mai mare răscoală a sclavilor a avut loc în iulie 1595, când guvernul era slăbit de disputele dintre episcop și guvernator. Un sclav nativ numit Amador a recrutat 5.000 de sclavi pentru a ataca și distruge plantațiile, morile de zahăr și casele coloniștilor. Răsculații lui Amador a efectuat trei raiduri asupra orașului și a distrus 60 din cele 85 de mori de zahăr ale insulei, dar au fost învinși de miliție după trei săptămâni. Două sute de sclavi au fost uciși în luptă, iar Amador și ceilalți lideri rebeli au fost executați, în timp ce restul sclavilor au primit amnistie și s-au întors la plantațiile lor. În secolele al XVII-lea și al XVIII-lea au urmat răscoale mai mici ale sclavilor.

#### São Tomé și Príncipe în secolele al XVIII-lea, al XIX-lea și al XX-lea
În cele din urmă, concurența din partea coloniilor producătoare de zahăr din emisfera vestică a început să afecteze insulele. Populația mare de sclavi s-a dovedit, de asemenea, dificil de controlat, Portugalia neputând să investească multe resurse în acest efort. Astfel, cultivarea trestiei de zahăr a scăzut în următorii 100 de ani și, până la mijlocul secolului al XVII-lea, São Tomé a devenit în principal un punct de tranzit pentru navele implicate în comerțul cu sclavi între Africa continentală și Americi.

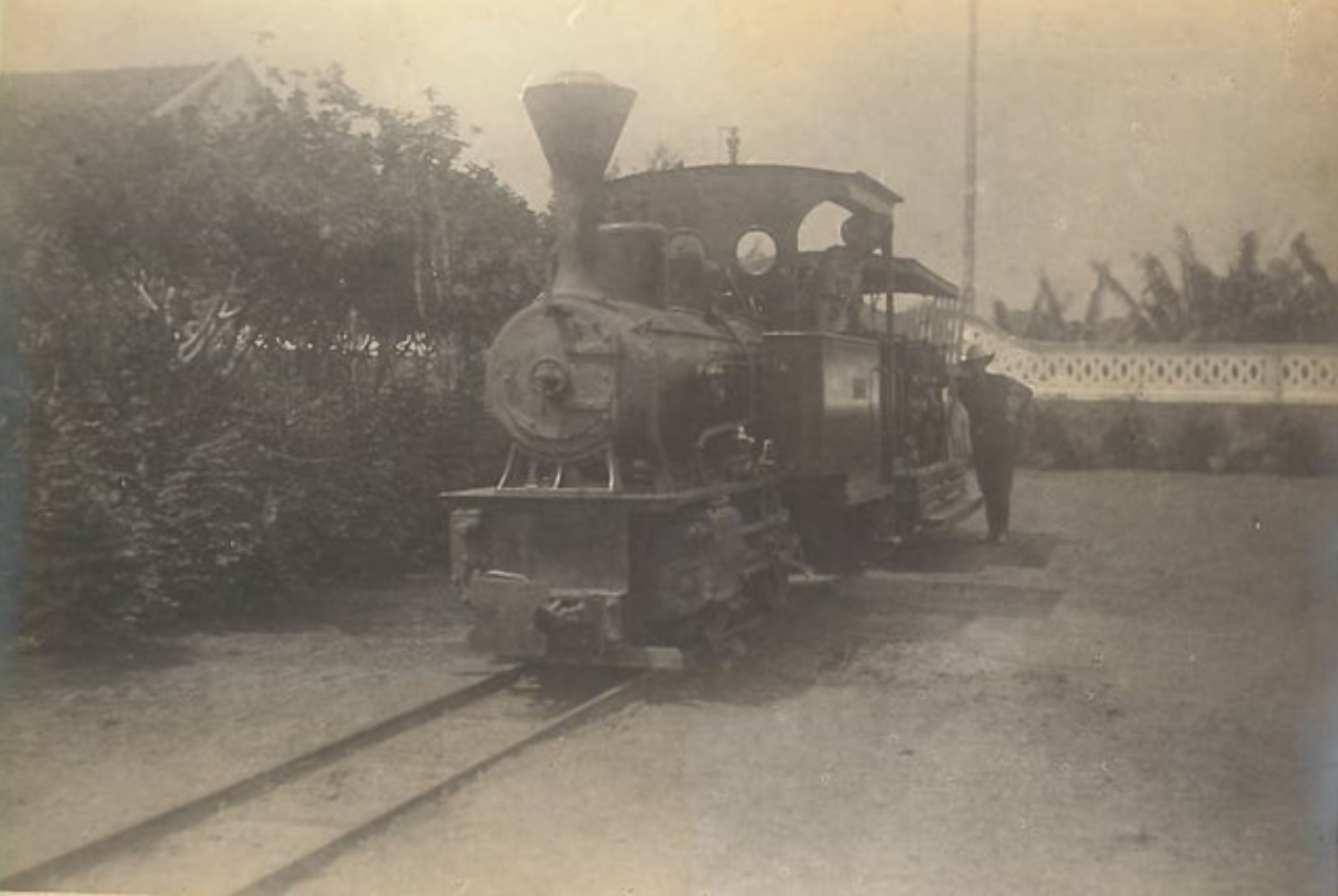
Calea ferată în São Tomé și Príncipe, circa 1919

La începutul secolului al XIX-lea, au fost introduse două noi culturi comerciale: cafea și cacao. Solurile vulcanice bogate s-au dovedit foarte potrivite pentru noile culturi și curând plantațiile extinse (cunoscute sub numele de roças), deținute de companii portugheze sau proprietari absenți, au ocupat aproape toate terenurile agricole bune. Până în 1908, São Tomé a devenit cel mai mare producător de cacao din lume, care rămâne cea mai importantă cultură a țării.
Sistemul roças, care conferea șefilor de plantații un grad mare de autoritate, a dus la abuzuri împotriva muncitorilor agricoli africani. Deși Portugalia a abolit oficial sclavia în 1876, practica muncii forțate plătite a continuat. Revista Scientific American a documentat în cuvinte și imagini utilizarea continuă a sclavilor în São Tomé în numărul său din 13 martie 1897.
Observațiile eclipsei solare din 29 mai 1919 în Príncipe de către Sir Arthur Eddington au oferit unul dintre primele teste de succes ale teoriei relativității generale a lui Albert Einstein.
La începutul secolului al XX-lea, a apărut o controversă internațională cu privire la acuzațiile că muncitorii contractuali angolezi erau supuși muncii forțate și condițiilor de muncă nesatisfăcătoare. Nemulțumirea și tulburările sporadice ale muncitorilor au continuat mult timp în secolul al XX-lea, culminând cu un val de revolte în 1953, în care câteva sute de muncitori africani au fost uciși într-o confruntare cu conducătorii lor portughezi. Aniversarea acestui „Masacru de la Batepá” este în continuare comemorată oficial de guvern.

### Independența (1975)

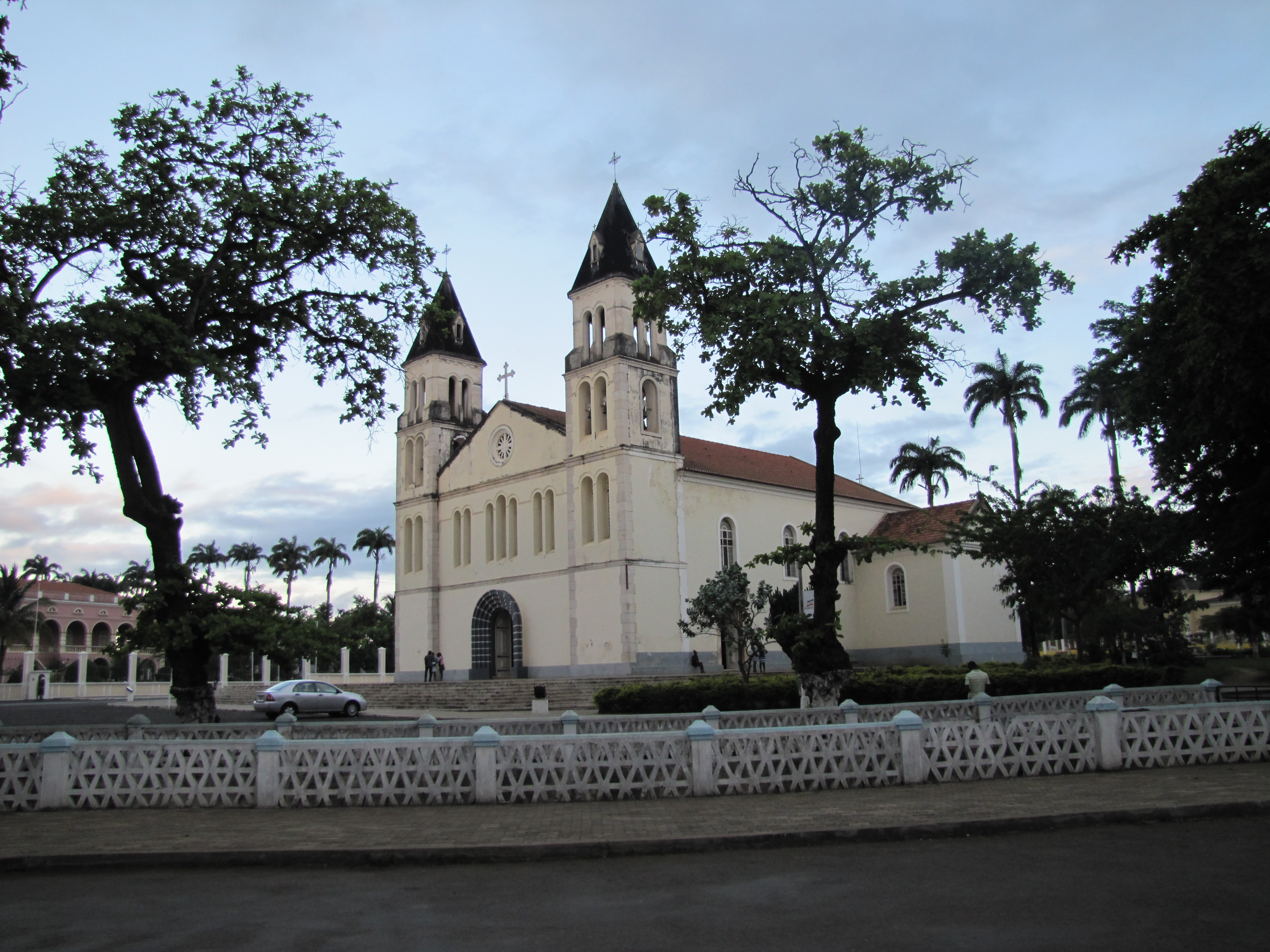
Catedrala Our Lady of Grace din São Tomé

La sfârșitul anilor 1950, când alte națiuni emergente de pe continentul african și-au cerut independența, un mic grup din São Tomé a format Mișcarea pentru Eliberarea São Tomé și Principe (MLSTP), care în cele din urmă și-a stabilit baza în Gabon. După ce a luat avânt în anii 1960, evenimentele au evoluat rapid după răsturnarea dictaturii Caetano din Portugalia, în aprilie 1974.
Noul regim portughez s-a angajat să desființeze coloniile sale de peste mări. În noiembrie 1974, reprezentanții săi s-au întâlnit cu MLSTP la Alger și au elaborat un acord pentru transferul de suveranitate. După o perioadă de guvernare de tranziție, São Tomé și Principe a obținut independența la 12 iulie 1975, alegându-l ca prim președinte pe secretarul general al MLSTP, Manuel Pinto da Costa.
În 1990, São Tomé și Principe a devenit una dintre primele țări africane care au trecut prin reforme democratice, iar modificările constituției - inclusiv legalizarea partidelor politice de opoziție - au condus la alegeri în 1991, care au fost non-violente, libere și transparente. Miguel Trovoada, un fost prim-ministru care se afla în exil din 1986, s-a întors drept candidat independent și a fost ales președinte. Trovoada a fost reales în cel de-al doilea rând de alegeri prezidențiale multipartite din São Tomé, în 1996.
Partidul Convergenței Democratice a obținut majoritatea mandatelor în Adunarea Națională, iar MLSTP a devenit un partid minoritar important și vocal. Au urmat alegerile municipale de la sfârșitul anului 1992, în cadrul cărora MLSTP a obținut majoritatea mandatelor în cinci din cele șapte consilii regionale. La alegerile legislative anticipate din octombrie 1994, MLSTP a obținut mai multe locuri în adunare. Acesta a recâștigat o majoritate absolută de locuri la alegerile din noiembrie 1998.

### Secolul al XXI-lea
La alegerile prezidențiale din 2001, candidatul susținut de partidul Acțiunea Democratică Independentă, Fradique de Menezes, a fost ales în primul tur și învestit în funcție la 3 septembrie. Alegerile parlamentare au avut loc în martie 2002.
În iulie 2003, armata a preluat puterea timp de o săptămână, plângându-se de corupție și de faptul că viitoarele venituri din petrol nu vor fi împărțite în mod echitabil. A fost negociat un acord în baza căruia președintele de Menezes a fost repus în funcție. În martie 2006, perioada de coabitare s-a încheiat, când o coaliție pro-prezidențială a câștigat suficiente locuri în alegerile pentru Adunarea Națională pentru a forma un nou guvern.ref>Gerhard Seibert (2006), Comrades, Clients and Cousins: Colonialism, Socialism and Democratization in São Tomé and Príncipe, Leiden: Brill.</ref>
La alegerile prezidențiale din 30 iulie 2006, Fradique de Menezes a câștigat cu ușurință un al doilea mandat de cinci ani, învingând alți doi candidați, Patrice Trovoada (fiul fostului președinte Miguel Trovoada) și independentul Nilo Guimarães. Alegerile locale, primele din 1992, au avut loc la 27 august 2006 și au fost dominate de membrii coaliției de guvernare. La 12 februarie 2009, s-a încercat o lovitură de stat pentru a-l răsturna pe președintele Fradique de Menezes. Complotiștii au fost încarcerați, dar ulterior au primit o grațiere din partea președintelui de Menezes.
Evaristo Carvalho a fost președinte al São Tomé și Principe de la alegerile din 2016, după ce l-a învins pe președintele în exercițiu Manuel Pinto da Costa. Președintele Carvalho este, de asemenea, vicepreședinte al Partidului Acțiunea Democratică Independentă (ADI). Patrice Emery Trovoada este prim-ministru din 2014 și este liderul Partidului Acțiunea Democratică Independentă (ADI). În decembrie 2018, Jorge Bom Jesus, liderul Movimento de Libertação de São Tomé e Príncipe-Partido Social Democrata (MLSTP-PSD), a fost învestit în funcția de prim-ministru.
În septembrie 2021, candidatul opoziției de centru-dreapta Acțiunea Democratică Independentă (ADI), Carlos Vila Nova, a câștigat alegerile prezidențiale.
În septembrie 2022, opoziția Acțiunea Democratică Independentă (ADI), condusă de fostul prim-ministru Patrice Trovoada, a câștigat alegerile în fața Partidului Mișcarea de Eliberare a Sao Tome și Principe/Partidul Social Democrat (MLSTP/PSD), condus de prim-ministrul Jorge Bom Jesus. În luna noiembrie a aceluiași an, guvernul și armata au zădărnicit o tentativă de lovitură de stat, după ce Patrice Trovoada a fost numit prim-ministru al São Tomé și Principe de către Carlos Vila Nova.

## Geografie

### Relief
Cele două insule care alcătuiesc ceea ce se numește São Tomé și Príncipe s-au format acum 30 de milioane de ani, în epoca oligocenului, datorită activității vulcanice de sub apele adânci de-a lungul liniei Camerunului. Solurile vulcanice de bazalt și fonolit, care datează de 3 milioane de ani, au fost folosite pentru culturi de plantații încă din perioada colonială.
Insulele São Tomé și Príncipe, situate în Atlanticul ecuatorial și în Golful Guineei la aproximativ 300 și 250 km în largul coastei de nord-vest a Gabonului, constituie a doua cea mai mică țară din Africa. Ambele fac parte din linia muntoasă vulcanică Camerun, care include, de asemenea, insulele Annobón la sud-vest, Bioko la nord-est (ambele făcând parte din Guineea Ecuatorială) și Muntele Camerun de pe coasta Golfului Guineei. São Tomé are o lungime de 50 km și o lățime de 30 km și este cea mai muntoasă dintre cele două insule. Vârfurile sale ating 2.024 m - Pico de São Tomé. Príncipe are o lungime de aproximativ 30 km și o lățime de 6 km. Vârfurile sale ating 948 m - Pico de Príncipe. Ambele insule sunt traversate de cursuri de apă rapide care coboară din munți prin păduri luxuriante și terenuri cultivate până la mare. Ecuatorul se află imediat la sud de insula São Tomé, trecând prin insulița Ilhéu das Rolas.

### Floră și faună
Teritoriul țării face parte din ecoregiunea pădurilor umede de câmpie din São Tomé, Príncipe și Annobón. A avut un scor mediu al Indicelui de integritate a peisajului forestier din 2019 de 6,64/10, situându-se pe locul 68 la nivel mondial din 172 de țări. São Tomé și Príncipe nu are un număr mare de mamifere indigene (deși șoarecele de São Tomé și câteva specii de lilieci sunt endemice). Insulele adăpostesc un număr mai mare de păsări și plante endemice, inclusiv cel mai mic ibis din lume (ibisul São Tomé), cea mai mare pasăre solară din lume (pasărea solară gigantică), pasărea rară sfrânciocul de São Tomé și mai multe specii gigantice de begonie. São Tomé și Príncipe este un important loc de cuibărit al țestoaselor marine, inclusiv al broaștelor țestoase cu cioc (Eretmochelys imbricata).

### Climă

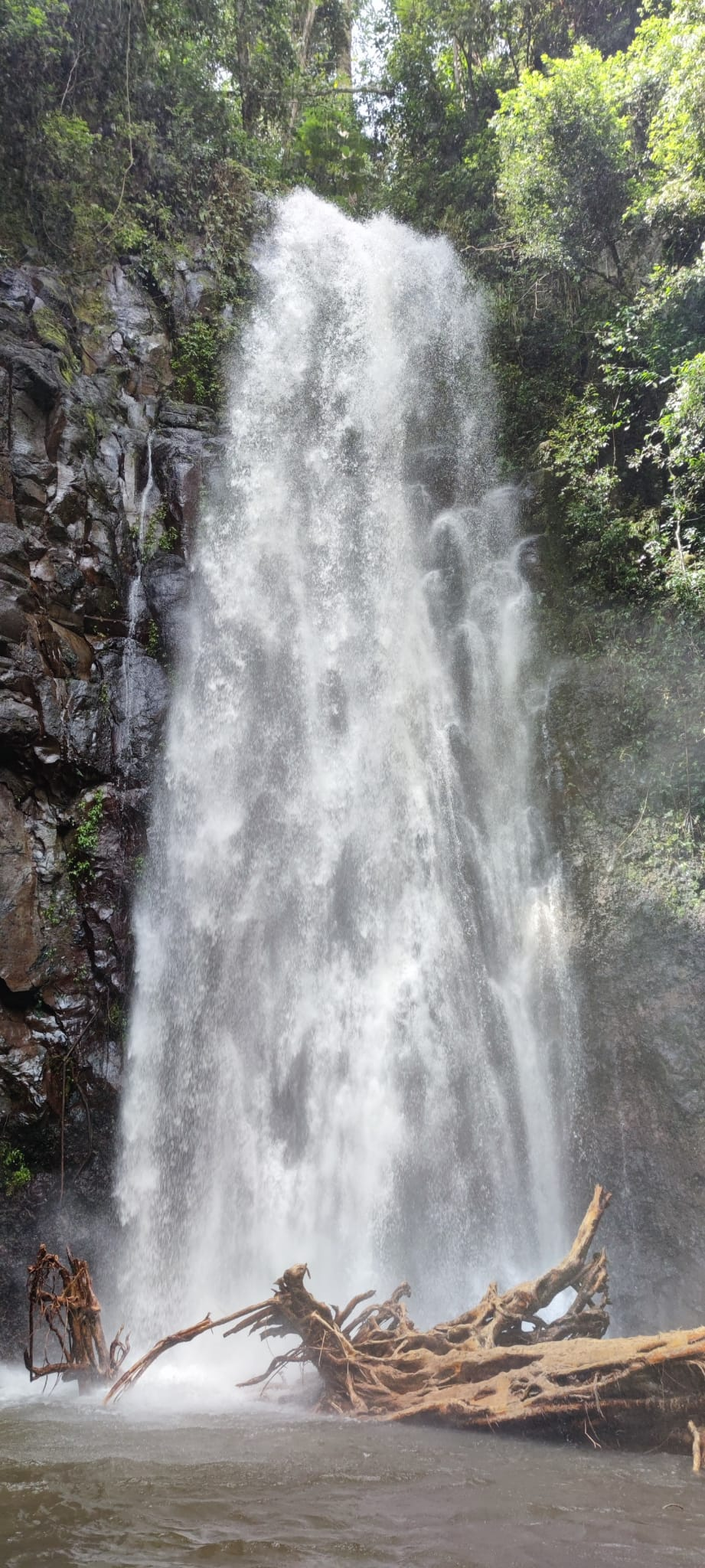
Cascadă ăe insula São Tomé

Clima din São Tomé și Principe este condiționată în mod esențial de poziția sa geografică, fiind supusă translației sezoniere a presiunilor ecuatoriale scăzute, a vânturilor musonice dinspre sud, a curentului cald al Guineei și a reliefului.
La nivelul mării, clima este tropical-caldă și umedă, cu temperaturi medii anuale de aproximativ 26 °C și variații zilnice reduse. Rar se înregistrează temperaturi mai mari de 32 °C. La altitudini mai mari din interior, temperatura medie anuală este de 20 °C, iar nopțile sunt în general răcoroase. Precipitațiile anuale variază de la 7.000 mm în pădurile de nori din zonele înalte la 800 mm în zonele joase din nord. Sezonul ploios se întinde din octombrie până în mai.

## Guvernare și politică

### Sistemul politic
Politica din São Tomé și Principe se desfășoară în cadrul unei republici democratice reprezentative unitare semiprezidențiale, în care președintele São Tomé și Principe este șeful statului, iar prim-ministrul São Tomé și Principe este șeful guvernului, precum și al unui sistem pluripartidist.
Președintele republicii este ales pentru un mandat de cinci ani prin sufragiu universal direct și prin vot secret și trebuie să obțină o majoritate absolută pentru a fi ales. Președintele poate deține până la două mandate consecutive. Prim-ministrul este numit de președinte, iar cei 14 membri ai cabinetului sunt aleși de prim-ministru.
Adunarea Națională, organul suprem al statului și cel mai înalt organism legislativ, este formată din 55 de membri, care sunt aleși pentru un mandat de patru ani și se reunesc semestrial. Din 1990, São Tomé și Principe funcționează în cadrul unui sistem pluripartidist. 
Din 1995 insula Príncipe a devenit o regiune autonomă, având o adunare legislativă proprie și un guvern regional ce răspunde față de guvernul central.

### Sistemul juridic
Justiția este administrată la cel mai înalt nivel de către Curtea Supremă. Sistemul judiciar este independent în conformitate cu actuala constituție.

### Diviziuni administrative
În 1977, la doi ani după independență, țara a fost împărțită în două provincii (provincia São Tomé și provincia Príncipe) și șase districte. De la adoptarea noii constituții în 1990, provinciile au fost desființate, iar districtele sunt singurele subdiviziuni administrative. Din 29 aprilie 1995, insula Príncipe este o regiune autonomă, care coincide cu districtul Pagué. Insula mai mare São Tomé este împărțită în șase districte, iar insula Príncipe într-unul singur:
Insula São Tomé
- Água Grande
- Cantagalo
- Caué
- Lembá
- Lobata
- Mé-Zóchi

Insula Príncipe
- Pagué

### Relații externe
São Tomé și Príncipe are ambasade în Angola, Belgia, Gabon, Portugalia și Statele Unite. A recunoscut Republica Populară Chineză în 2016. De asemenea, are o misiune permanentă la ONU în New York și un birou internațional de corespondență diplomatică.
São Tomé și Príncipe este stat membru fondator al Comunității Țărilor de Limbă Portugheză, cunoscută și sub numele de Comunitatea lusofonă, o organizație internațională și asociație politică a națiunilor lusofone de pe patru continente, în care portugheza este limbă oficială.
Țările cu cele mai bune relații cu São Tomé și Príncipe sunt Portugalia și Angola.

#### Portugalia
Portugalia are legături istorice cu São Tomé și Príncipe, din perioada colonizării de către portughezi. Portugalia este cel mai mare investitor în São Tomé și Príncipe, investind milioane de euro în economia acestei țări. São Tomé și Príncipe menține o ambasadă la Lisabona, un consulat la Porto și unul la Coimbra. Portugalia menține o ambasadă în São Tomé. Cele două țări au semnat un acord prin care Portugalia patrulează zona de coastă a São Tomé și Príncipe, protejând-o în principal de pirați. Nava militară portugheză NRP Zaire și câteva nave de patrulare portugheze sunt staționate permanent pe coasta São Tomé și Príncipe. Economia São Tomé și Príncipe este strâns legată de cea a Portugaliei, Portugalia reprezentând peste 50% din exporturile din São Tomé și Príncipe. Portugalia a contribuit, de asemenea, la dezvoltarea educației în São Tomé și Principe, ajutând financiar la construirea și menținerea Universității Publice din São Tomé și Principe. Președintele portughez Marcelo Rebelo de Sousa a vizitat São Tomé și Principe în 2018 pentru a demonstra legăturile economice și culturale puternice dintre Portugalia și São Tomé și Principe.
În septembrie 2022, Portugalia și São Tomé și Príncipe au semnat un nou acord de cooperare în domeniul apărării, consolidării formării și securității maritime.

#### Angola
Angola este un partener de afaceri important, în special în domeniul resurselor energetice naturale; Angola este principalul furnizor de petrol și gaze naturale către São Tomé și Príncipe. În plus, sute de turiști angolezi vizitează São Tomé și Príncipe în fiecare an, contribuind astfel la economia locală. În São Tomé și Príncipe există o comunitate relativ numeroasă de angolezi. São Tomé și Príncipe are o ambasadă la Luanda, iar Angola una ambasadă la São Tomé.

#### Statele Unite
Statele Unite au relații cu São Tomé și Príncipe din 1975 și au oferit pachete de ajutor financiar în valoare de milioane de dolari São Tomé și Príncipe. Pachetele de ajutor financiar au fost concepute pentru dezvoltarea infrastructurii țării și îmbunătățirea administrației fiscale, taxe și vamale. În plus, în ultimii ani, unele nave ale Pazei de Coastă a SUA au vizitat São Tomé și Príncipe, oferind instruire medicală și militară soldaților din São Tomé și Príncipe. În 2002, SUA intenționau să stabilească o mică bază militară pe insula São Tomé. São Tomé și Príncipe a acceptat construirea bazei, însă planul a fost anulat din cauza problemelor politice și financiare ale SUA. În 1992, postul de radiodifuziune al guvernului federal al SUA, Vocea Americii, și guvernul din São Tomé au semnat un acord pe termen lung pentru înființarea unei stații de retransmisie în São Tomé. În prezent, Voice of America transmite în mare parte din Africa de la această stație.

#### Alții
Mii de turiști din Capul Verde vizitează São Tomé și Príncipe, ajutând economia locală. Relațiile dintre Capul Verde și São Tomé și Príncipe s-au îmbunătățit de-a lungul anilor.
Brazilia a contribuit la îmbunătățirea sistemului de sănătate și educație din São Tomé și Príncipe. Canalele de televiziune și filmele braziliene sunt cele mai urmărite în São Tomé și Príncipe.
Țările vecine Gabon, Camerun și Republica Congo sunt parteneri importanți în São Tomé și Príncipe; multe companii din aceste țări au unități și afaceri în São Tomé și Príncipe. Deoarece aceste țări vorbesc franceza, limba a devenit importantă în sectorul afacerilor (împreună cu portugheza), în São Tomé și Príncipe.
Începând din 2013, China a investit în unele proiecte rutiere și portuare, însă investițiile au stagnat în ultimii ani.

### Armata
Forțele armate din São Tomé și Príncipe sunt reduse și sunt compuse din patru ramuri: Armata (Exército), Garda de Coastă (Guarda Costeira numită și „Marina”), Garda Prezidențială (Guarda Presidencial) și Garda Națională.
În 2017, São Tomé și Príncipe a semnat Tratatul Organizației Națiunilor Unite privind interzicerea armelor nucleare.

## Demografie

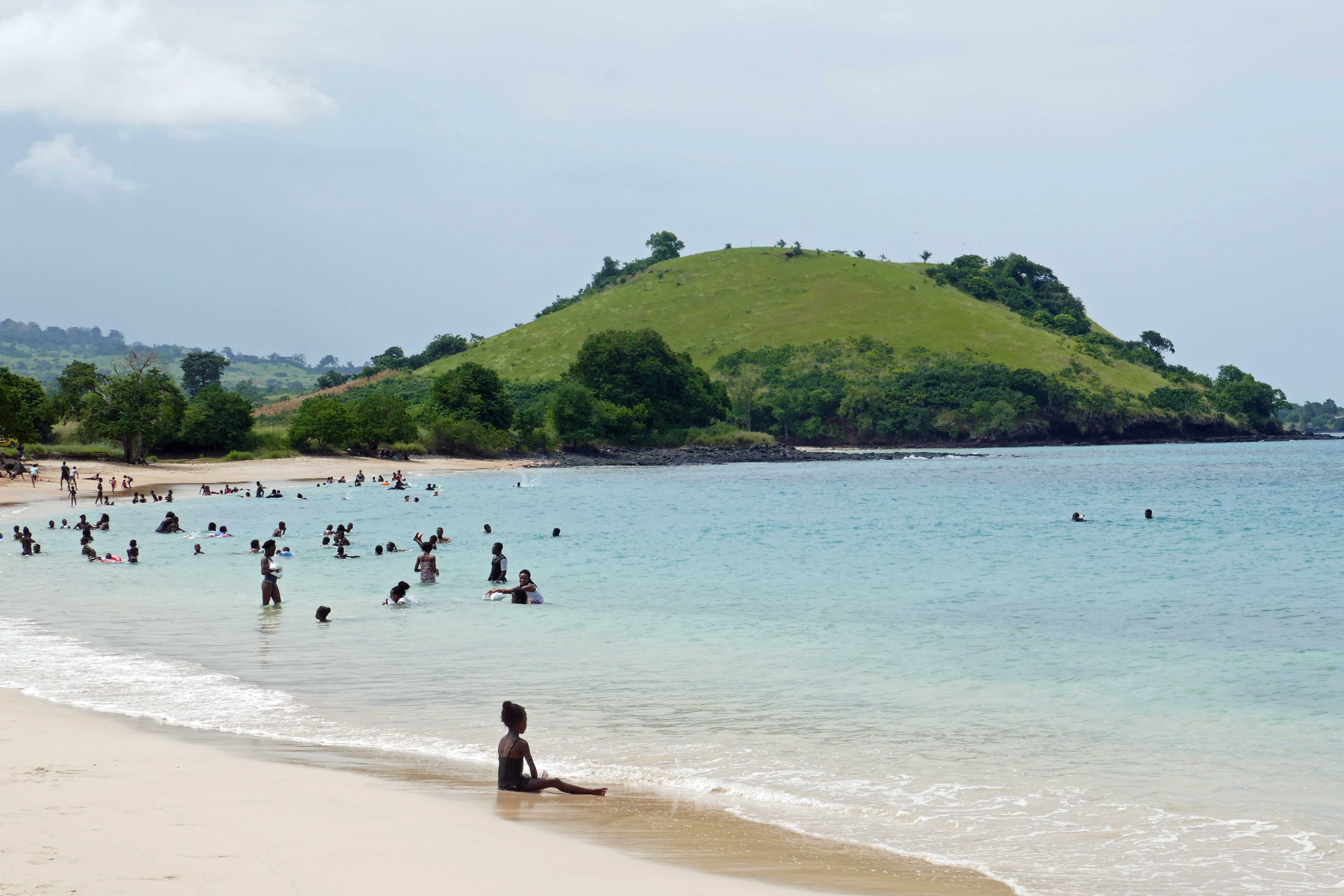
Locuitori din São Tomé pe plajă, Districtul Lobata

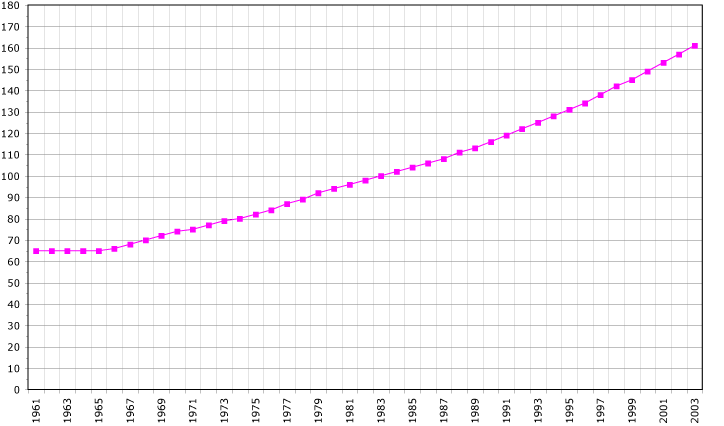
Populația São Tomé și Príncipe în mii de locuitori între 1961 and 2003

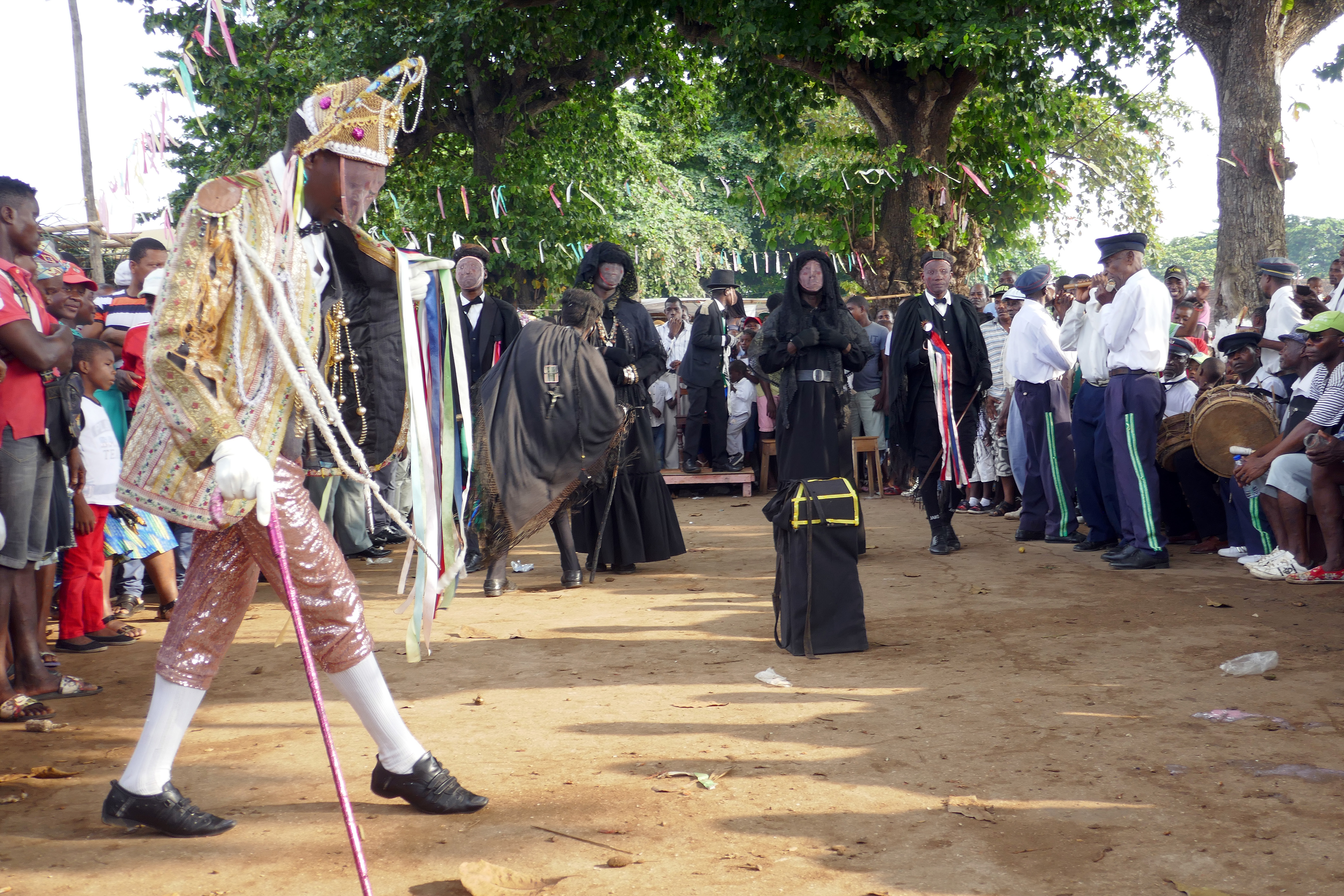
O scenă din Tchioli, Auto de Floripes Festival

Populația totală a fost estimată la 201.800 de persoane în mai 2018 de către agenția guvernamentală. 193.380 de persoane trăiesc pe São Tomé și 8.420 pe Príncipe. Creșterea naturală a populației este de aproximativ 4.000 de persoane pe an.
Aproape toți cetățenii sunt descendenți ai oamenilor din diferite țări duși pe insule de către portughezi începând cu 1470. În anii 1970, au avut loc două mișcări semnificative ale populației - exodul majorității celor 4.000 de locuitori portughezi și afluxul câtorva sute de refugiați din São Tomé din Angola.

### Grupuri etnice
Grupurile etnice distincte de pe São Tomé și Príncipe includ:
- Luso-africani, sau „sânge amestecat”, sunt descendenții coloniștilor portughezi și ai sclavilor africani aduși pe insule în primii ani de colonizare din Benin, Gabon, Republica Congo, Republica Democrată Congo și Angola (acești oameni sunt cunoscuți și sub numele de filhos da terra sau „copiii pământului”).
- Angolares sunt descendenți ai sclavilor angolezi care au supraviețuit unui naufragiu din 1540 și care acum își câștigă existența din pescuit.
- Forros sunt descendenți ai sclavilor eliberați după abolirea sclaviei.
- Serviçais sunt muncitori contractuali din Angola, Mozambic și Capul Verde, care trăiesc temporar pe insule.
- Tongas sunt copii ai  serviçais născuți pe insule.
- Europeni, în principal portughezi
- Asiatici, în principal chinezi, inclusiv macanezi de origine mixtă portugheză și chineză din Macao

### Limbi
| Limbi în São Tomé și Príncipe | Limbi în São Tomé și Príncipe | Limbi în São Tomé și Príncipe | Limbi în São Tomé și Príncipe | Limbi în São Tomé și Príncipe |
| ----------------------------- | ----------------------------- | ----------------------------- | ----------------------------- | ----------------------------- |
| Limbi                         |                               |                               | procent                       |                               |
| Portugheza                    | Portugheza                    |                               | 98.4%                         | 98.4%                         |
| Forro creolă                  | Forro creolă                  |                               | 36.2%                         | 36.2%                         |
| Creola capverdiană            | Creola capverdiană            |                               | 8.5%                          | 8.5%                          |
| Creola angoleză               | Creola angoleză               |                               | 6.6%                          | 6.6%                          |
| Franceza                      | Franceza                      |                               | 6.8%                          | 6.8%                          |
| Engleza                       | Engleza                       |                               | 4.9%                          | 4.9%                          |
| Altele                        | Altele                        |                               | 2.4%                          | 2.4%                          |
| Creola Principense            | Creola Principense            |                               | 1%                            | 1%                            |

Portugheza este limba oficială și limba națională de facto a São Tomé și Príncipe, aproximativ 98,4% dintre locuitori vorbind-o, o parte semnificativă ca limbă maternă, și este vorbită în insule de la sfârșitul secolului al XV-lea. Se vorbesc, de asemenea, variante restructurate ale portughezei sau ale portughezei creole: Forro, o limbă creolă (36,2%), creola capverdiană (8,5%), creola angoleză (6,6%) și creola principense (1%). Franceza (6,8%) și engleza (4,9%) sunt limbile străine predate în școli.

### Educație
În rândul țărilor din Africa sub-sahariană, São Tomé și Principe are una dintre cele mai ridicate rate de alfabetizare. Conform The World Factbook - Central Intelligence Agency, în 2018, 92,8 % din populația de 15 ani și peste din São Tomé și Principe era alfabetizată. Inițiativa de măsurare a drepturilor omului (HRMI) constată că Sao Tomé și Principe își îndeplinește doar 83,8 % din angajamentele preconizate în ceea ce privește dreptul la educație, pe baza nivelului de venit al țării. HRMI defalcă dreptul la educație analizând atât dreptul la învățământul primar, cât și cel la învățământul secundar. Luând în considerare nivelul veniturilor din São Tomé și Principe, țara realizează 90,4% din ceea ce ar trebui să fie posibil pe baza resurselor sale (venituri) pentru învățământul primar, dar numai 77,2% pentru învățământul secundar.
În São Tomé și Principe, învățământul este obligatoriu timp de șase ani. În 2001, ratele de înscriere și de prezență în învățământul primar nu erau disponibile pentru São Tomé și Principe.
Sistemul educațional se confruntă cu un deficit de săli de clasă, profesori insuficient pregătiți și prost plătiți, manuale și materiale inadecvate, rate ridicate de repetenție, planificare și gestionare educațională deficitară și o lipsă de implicare a comunității în gestionarea școlilor. Finanțarea internă a sistemului școlar lipsește, lăsând sistemul foarte dependent de finanțarea externă.
Instituțiile terțiare sunt National Lyceum și Universitatea din São Tomé și Príncipe.

### Religie
Religie în São Tomé și Príncipe 
     Catolici (71,9%)
     Alți creștini (10,2%)
     Altele sau non-religioși (17,9%)
Majoritatea locuitorilor aparțin filialei locale a Bisericii Romano-Catolice, care, la rândul său, păstrează legături strânse cu biserica din Portugalia. Există minorități protestante considerabile: adventiști de ziua a șaptea și alți protestanți evanghelici, precum și o populație musulmană mică, dar în creștere.

## Legăturiexterne
Guvern
- Página Oficial do Governo de São Tomé e Príncipe - Official Page of the Government of São Tomé and Príncipe pt
- Presidência da República Democrática de São Tomé e Príncipe - President of the Democratic Republic of São Tomé and Príncipe (official site) pt
- Assembleia Nacional de São Tomé e Príncipe - National Assembly of São Tomé and Príncipe (official site) pt
- Instituto Nacional de Estatística Arhivat în 13 noiembrie 2009, la Wayback Machine. - National statistics institute pt
- Central Bank of São Tomé and Príncipe
- Chief of State and Cabinet Members Arhivat în 17 septembrie 2013, la Wayback Machine.

Informații generale
- Country Profile from BBC News
- São Tomé and Príncipe la The World Factbook
- São Tomé and Príncipe Arhivat în 11 iunie 2010, la Wayback Machine. from UCB Libraries GovPubs
- São Tomé și Príncipe pe Curlie
- Atlasul Wikimedia pentru São Tomé and Príncipe
- Atlas de São Tomé e Príncipe—Available maps catalogue in the internet from Associação Caué-Friends of STP pt
- São Tomé e Príncipe—Tourist information
- Presentation "Developing the sao tome island", and "Developing the sao tome island" full text.
- La Wikivoyage găsiți un ghid turistic despre São Tomé și Príncipe
- Key Development Forecasts for São Tomé and Príncipe from International Futures